# Lord-lieutenant du Haverfordwest

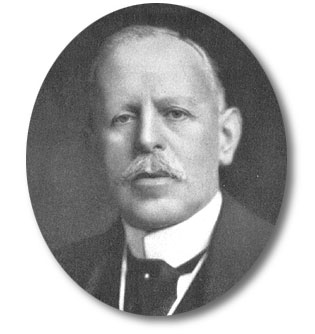
Photo-portrait de lord Kylsant dans les années 1920.

Ceci est une liste de personnes qui ont servi comme lord-lieutenant du Haverfordwest. Le county corporate de Haverfordwest était généralement sous la juridiction du lord-lieutenant du Pembrokeshire, Mais il avait son propre lord-lieutenant et Custos Rotulorum de 1761 jusqu'en 1931.

## Lord Lieutenants du Haverfordwest jusqu'en 1931
- John Philipps 14 mai 1761 – 23 juin 1764
- vacant
- Richard Philipps, (baron Milford depuis 1776) 28 avril 1770 – 28 novembre 1823
- Richard Philipps (baron Milford depuis 1847) 19 février 1824 – 3 janvier 1857
- John Philipps-Scourfield, 1er juillet 1857 – 3 juin 1876
- Charles Philipps, 7 août 1876 – 27 octobre 1924[1]
- Lord Kylsant 27 octobre 1924 – 7 novembre 1931